# Dottie West
Dorothy Marie Marsh (McMinnville (Tennessee), 11 oktober 1932 - Nashville, 4 september 1991) was een country- en popzangeres.

## Biografie
Ze was de eerste vrouw ooit in de geschiedenis van countrymuziek die een Grammy Award in de wacht wist te slepen; met de solohit Here Comes My Baby won ze in 1965 deze prijs voor de Best Female Country Vocal Performance. In totaal zou ze nog zestienmaal voor een Grammy genomineerd worden.
Het hoogtepunt in haar carrière beleefde ze eind jaren 1970 en begin jaren 1980, wanneer ze in duetten met countryzanger Kenny Rogers vijf hitsingles en twee top 10-albums maakte, alsmede twee succesvolle solohits produceerde. In die tijd won ze meerdere prijzen, waaronder die van Country Music Association's Vocal Duo Of The Year met Kenny Rogers in 1978 en 1979.

### Hits
In totaal haalde ze met haar nummers vijfmaal de eerste plaats in de U.S. Country Charts, tweemaal solo met A Lesson In Leaving (1980) en Are You Happy Baby? (1982) en driemaal in samenwerking met Kenny Rogers, met Every Time Two Fools Collide (1978), All I Ever Need Is You (1979) en What Are We Doin' In Love? (1981). Andere hooggenoteerde nummers die ze zong zijn onder meer Love Is No Excuse (1964, met Jim Reeves), Would You Hold It Against Me? (1966), Rings of Gold (1969, met Don Gibson), Country Sunshine (1973), Anyone Who Isn't Me Tonight (1978, met Kenny Rogers), Til' I Can Make It On My Own (1979, met Kenny Rogers}, A Lesson In Leaving (1980) en Are You Happy Baby? (1981).

### Verval en dood
Toen het succes midden jaren 1980 steeds minder vanzelfsprekend werd, had dat ook zijn weerslag op haar persoonlijke leven: ze raakte verslaafd aan alcohol en ging vanwege verkeerde investeringen in 1990 zelfs failliet. Terwijl ze werkte aan een comeback raakte ze op 30 augustus 1991 betrokken bij een auto-ongeluk. Ze lag een week op de intensive care en stierf uiteindelijk op 58-jarige leeftijd tijdens een operatie op 4 september.